# Чиквиладзе, Давид Димитриевич
Давид Димитриевич Чиквиладзе (1913 — неизвестно, Грузинская ССР) — старший конюх колхоза имени Сталина Болнисского района, Грузинская ССР. Герой Социалистического Труда (1950).

## Биография
Родился в 1913 году в крестьянской семье в одном из сельских населённых пунктов на территории современного Каспского муниципалитета Грузии. После окончания местной начальной школы трудился в сельском хозяйстве до призыва в Красную Армию по мобилизации. Участвовал в Великой Отечественной войне. Воевал стрелком в составе 1-го отдельного рабочего батальона 18-й Армии. В 1943 году сражался при обороне Кавказа. После демобилизации возвратился в Грузию. Трудился старшим конюхом в колхозе имени Сталина Болнисского района.
В 1949 году вырастил при конюшенном содержании 25 жеребят от 25 кобыл. Указом Президиума Верховного Совета СССР от 17 августа 1950 года удостоен звания Героя Социалистического Труда за «достижение высоких показателей в коневодстве в 1949 году» с вручением ордена Ленина и золотой медали «Серп и Молот» (№ 5499).
Дата смерти не установлена (после марта 1985 года).
Награды
- Герой Социалистического Труда
- Орден Ленина
- Орден Отечественной войны 2 степени (11.03.1985)
- Медаль «За оборону Кавказа» (01.05.1944)